# Kronoberg (1749)
Kronoberg, No 3 var en svensk galär byggd på Karlskrona örlogsvarv av skeppsbyggmästaren Gilbert Sheldon. 
.